# Sesto Campano

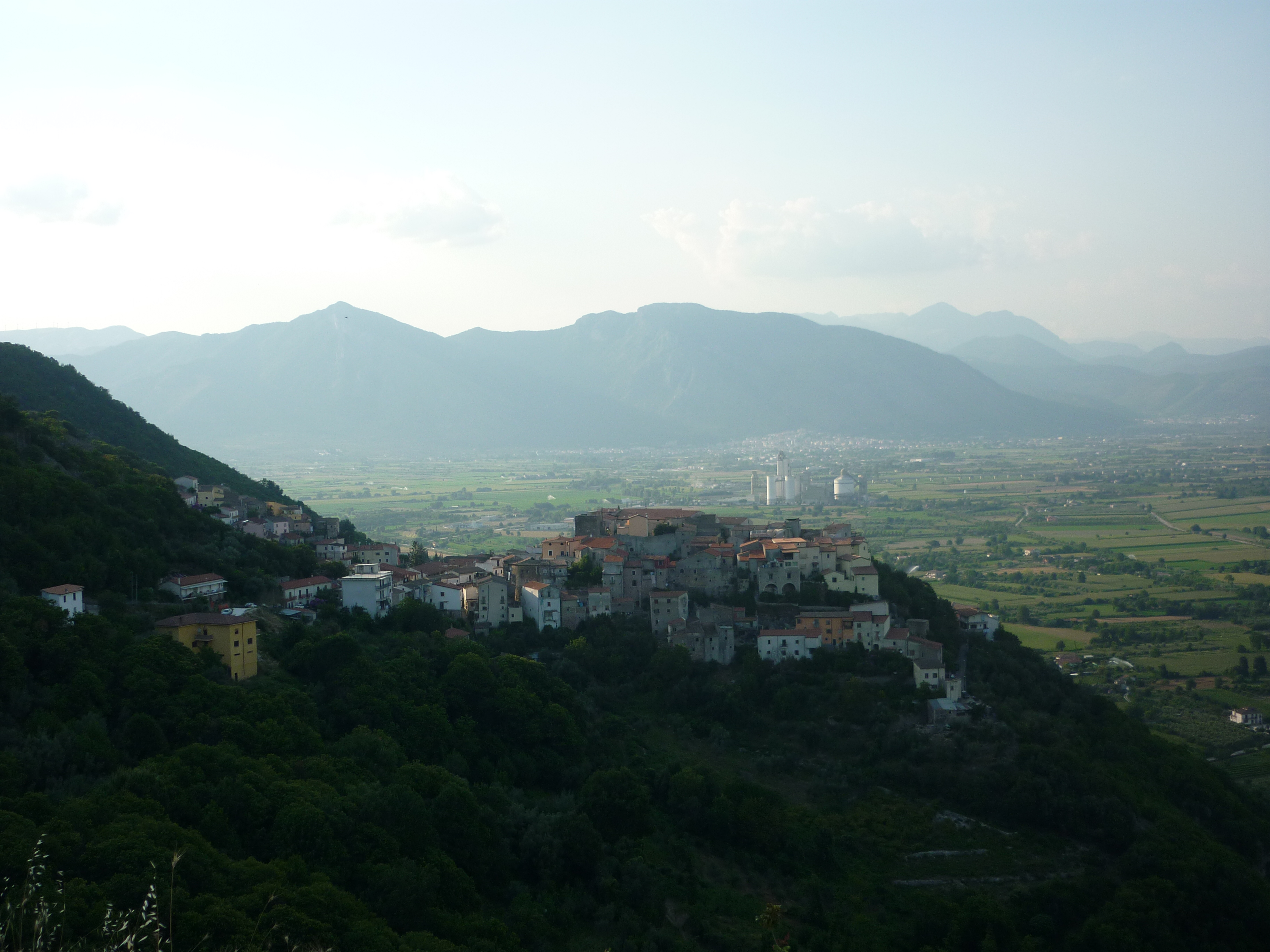
Blick auf Sesto Campano

Sesto Campano ist eine italienische Gemeinde (comune) mit 2129 Einwohnern (Stand 31. Dezember 2023) in der Provinz Isernia in der Region Molise. Die Gemeinde liegt etwa 23 Kilometer südwestlich von Isernia am Volturno und grenzt unmittelbar an die Provinz Caserta.

## Sehenswürdigkeiten
Der Ortsteil Roccapipirozzi beherbergt eine mittelalterliche Festungsanlage im äußersten Südwesten von Molise.

## Verkehr
Durch die Gemeinde führt die Strada Statale 85 Venafrana von Vairano Patenora nach Pescolanciano.